# Esne Beltza
Esne Beltza es un grupo musical español procedente del País Vasco. El grupo surgió de la idea de Xabi Solano en una de las giras con Fermin Muguruza Kontrabanda. El nombre del grupo (en castellano, 'leche negra'), que fue propuesto por el propio Fermin Muguruza, viene de la paradoja de interpretar música negra por músicos blancos. La música del grupo se trata de una mezcla de reggae, ska y hip-hop junto con trikitixa. 
Además de algunos de los músicos de la Kontrabanda, se unieron otros que habían coincidido con Xabi Solano anteriormente en Etzakit o The Solanos.
En 2008 salió el primer disco del grupo titulado Made in Euskal Herria. Consta de 15 canciones principalmente en euskera, aunque con canciones o estrofas en español, inglés y portugués.
En 2009 varios miembros del grupo con Xabi Solano a la cabeza, grabaron un CD+DVD titulado Esne Zopak - Esnesaltzailearena, dedicado al mundo de la trikitixa con canciones de ese estilo. El DVD incluía entrevistas a varios trikitilaris.
En 2010 el grupo sacó un nuevo disco titulado Noa con 17 canciones.
En 2011 sale a la venta el CD 3 Kolpetan con 15 canciones y remixes, acompañado del DVD Freedom.
En 2013 sale a la venta el CD Gora! con 17 canciones.
A finales de 2015 publican el CD Esna que consta de 8 canciones y a su vez cuenta con la colaboración de varios artistas como Rubén Sierra (La Pegatina), Ander (Green Valley), El Canijo de Jerez...

## Miembros
- Xabier Xabi Solano - Voz y trikitixa
- PINI - Voz
- Jon Mari Beasain - Guitarra y pandero
- Aitor Zabaleta - Bajo
- Pello Gorrotxategi - Teclado y coros
- Zigor DZ Lampre - D.J.
- Iban Zugarramurdi - Batería
- Aitor Valcarlos - Trompeta
- Jon Elizalde - Trombón
- Jon Txuria Garmendia - Letras

## Discografía
- Made in Euskal Herria (Gaztelupeko Hotsak, 2008).
- Noa (Baga Biga Produkzioak, 2010).
- 3 Kolpetan (Baga Biga Produkzioak, 2011).
- Gora! (5GORA, 2013).
- Esna (5GORA, 2015-2016).
- Ni(2018)

"Esne bidea" (2023)